# In een groen knollenland
In een groen, groen, groen, groen knollen-knollenland is een traditioneel Nederlands kinderliedje. De Nederlandse bewerking is van Jan Goeverneur, de muziek is van Johannes Worp.

## Herkomst en oudste vindplaatsen
De tekst is een vrije bewerking uit het Duits door Jan Goeverneur naar een gedicht door August Heinrich Hoffmann von Fallersleben. Tijdens zijn verblijf in Leiden deed Von Fallersleben onderzoek naar de Middelnederlandse letterkunde.
De muziek is gecomponeerd door Johannes Worp. Naast componist was Worp muziekonderwijzer, onder meer aan de Rijkskweekschool in Groningen.
Het liedje verscheen in druk in het liedboekje De zingende kinderwereld voor school en huisgezin (1866; 10e druk 1918). Oorspronkelijk werd het liedje gepubliceerd onder de titel 'De musicerende hazen'. In andere liedboekjes worden ook bijvoorbeeld 'Op twee haasjes' of 'Al in een groen groen knollenland' als titel aangetroffen.

## Tekst
In een groen, groen, groen, groen knollen-knollenland
Daar zaten twee haasjes heel parmant
En de één die blies de fluite-fluite-fluit
En de ander sloeg de trommel
Toen kwam opeens een jager-jager-man
En die heeft er één geschoten
En dat heeft naar men wel denken denken kan
De ander zeer verdroten

## Hit
Een instrumentale versie van het lied werd in 1972 een bescheiden hit van Jaap Dekker Boogie Set. Dekker en Rik Daalder bewerkten het in een boogiewoogiestijl en maakten er een medley van samen met Roodborstje tikt tegen het raam, met een gezamenlijke speelduur van 3:28. De single uitgegeven op het Nederlandse platenlabel Imperial 006-24667 stond vijf weken genoteerd in de Daverende Dertig en negen weken in de Nederlandse Top 40, in beide met als hoogste notering plaats 12. Op de B-kant stond een medley van Drie maal drie is negen, De kop van de kat is jarig en Advokaatje (2:50). Beide tracks zijn afkomstig van zijn elpee Jaap Dekker Boogie Set speelt kinderliedjes, ook wel Nursery rhymes.  

## Televisieprogramma Bassie en Adriaan
In het Bassie en Adriaan-programma Liedjes uit Grootmoeders Tijd werd dit liedje gebruikt. Het gedeelte waarbij een haasje neergeschoten werd zou echter te schokkend zijn voor de jonge kijkers waar het programma op gericht was. Daarom werd er een alternatief couplet gemaakt. Het liedje werd eerst onaangepast afgespeeld, waarop Bassie verontwaardigd reageerde en de jager erop aansprak. De jager legde uit dat hij wel moest, omdat het in de tekst stond. Adriaan pakte vervolgens het geweer van de jager en boog de loop krom. Toen werd het tweede gedeelte van het liedje nog eens gezongen, maar met de volgende tekst:
Toen kwam opeens een jager, jagersman
En die heeft toen mis geschoten
En dat heeft toen naar men denken, denken kan,
Dit lied leuk afgesloten, dit lied leuk afgesloten
Doordat de loop was kromgebogen, schoot de jager zichzelf in het gezicht. Uit het geweer kwam geen kogel, maar poeder, waardoor de jager in staat was te reageren op Bassies opmerking dat deze versie hem beter beviel en wel door te zeggen dat hij het daar niet mee eens was.